# Poul-Erik Høyer Larsen
Poul-Erik Høyer Larsen (n. 20 septembrie 1965, Esbønderup⁠(d), Regiunea Hovedstaden, Danemarca) este un jucător de badminton ce a reprezentat Danemarca, medaliat olimpic. A participat la 3 ediții ale Jocurilor Olimpice (1992, 1996, 2000) în care a câștigat o medalie de aur.